# HELIOS Rising Heroes
《HELIOS Rising Heroes》是由日本樂元素公司旗下Happy Elements K.K所製作的一款女性向的英雄育成格鬥遊戲。遊戲是以近未來的都市 Million 州為舞台，玩家要成為災害對策機關「HELIOS」的司令官，在每三年舉辦一次的「HERO」選拔測驗上，率領新進人員 8 名與指導人員 8 名共 16 名成員，見證他們的成長直到成為一名真正的「HERO」的故事。遊戲於2020年8月3日於日本正式營運。

## 劇情概要
50年前，由宇宙飛來的高能量體「Substance」墜落百萬州，不但對資源枯竭的地球構成重大影響，還帶來災害。
災害對策機關「HELIOS」第13期新人英雄的入所式上，通過選拔考試的8名新人英雄懷着各自思緒步入會場，在宣佈新人所屬區域後典禮結束之際，竟然突然遭到敵對組織「ECLIPSE」的襲擊…

## 角色介紹
※注意：名字及用詞尚無正式中文譯名，有關翻譯暫以劇中解釋為準

### 英雄

#### 南區
- 管轄新百萬南部工業地區兼中產階級住宅區「紅南街 （RED SOUTH STREET）」

位於New Million南部的下城工業區。
公寓雲集，是中產階級的居所，也因其時髦的咖啡館和有名的餐廳而廣受學生們的歡迎。
```
倉庫所在的街道治安情況不太理想，需要人們多加小心。
```

鳳 明（Otori Akira，聲優：豐永利行）
Rank：A / 年齡：18 / 生日：7月1日 / 身高：175cm / 體重：63kg/血型：AB
興趣：室內攀岩 / 家庭構成：父親、母親 / 喜歡的食物：熱狗 / 討厭的東西：香菇
第13期「HELIOS」的新人英雄，雖然是個不良少年，但是憧憬著把自己從火災現場中救出的「HERO」，並且自己也立志成為「HERO」。雖然本人好戰並且動不動就打架，但性格上情感深厚，只要有想做的事就會馬上行動，是耿直、勇往直前的類型。和レン、ウィル是青梅竹馬，即使是現在也經常受到ウィル的照顧。另一方面和同時也是自己堂兄弟的レン因為一些理由而不太能好好相處。從不良少年時代開始和ガスト有往來。
「英雄本質（Substance）」為能操縱火焰的「噴射火焰（スピートファイア，Spitfire)」

威爾．斯普勞特（Will Sprout，聲優：近藤隆）
Rank：A / 年齡：19 / 生日：4月26日 / 身高：182cm / 體重：68kg / 血型：B
興趣：栽培 / 家庭構成：父親、母親、兩個妹妹 / 喜歡的食物：日式點心 / 討厭的東西：昆蟲
第13期「HELIOS」的新人英雄，和アキラ、レン是青梅竹馬。是照看破天荒的アキラ兼保護者的存在。雖然性格溫厚並且給人的印象很好，但偶爾因為愛操心並且不肯讓步的時候會有點頑固。下定決心不再讓アキラ踏上不良的道路，因此不太喜歡在不良少年時代一直照顧アキラ的ガスト。重度甜食黨，哪怕是生氣的時候也是，只要稍微用零食賄賂就會馬上消氣。尤其喜歡日式點心。
「英雄本質（Substance）」是能操縱植物的「永恆植物 （エバープラント，Ever Plant）」

布萊德．畢姆斯（Brad Beams，聲優：羽多野涉）
Rank：MAJOR HEro / 年齡：28 / 生日：9月15日 / 身高：185cm / 體重：71kg / 血型：AB
興趣：兜風 / 家庭構成：父母、弟弟 / 喜歡的食物：壽司 / 討厭的東西：低效率
第13期研修隊的總導師兼南區導師，第10期畢業生。沉著冷靜、頭腦清晰，不做低效率之事主義。責任感強，對自己或是其他人都相當嚴厲，因工作繁重，將訓練新人的工作都交給オスカー。フェイス的哥哥，但刻意與其保持距離。與キース自學院時期已認識，經常對其生活態度作出逆耳的忠告。曾擔マリオン的導師。
「英雄本質（Substance）」是能以磁力操控各種金屬的「至高審判 （インペリアル・ジャッジ，Imperial Judge）」

奧斯卡．貝爾（Oscar Bale，聲優：佐藤拓也）
Rank：AAA 年齡：24 生日：2月9日 身高：193cm 體重：83kg 血型：A
興趣：練肌肉 家庭構成：無 喜歡的食物：龍蝦卷 討厭的東西：寒冷
第13期南區的導師，第11期畢業生，是個沉默克己的青年，體術的專家，會為保持強韌體魄而勤加鍛鍊。自小是孤兒，流落街頭期間從書上學習星座知識，後被ブラッド帶回家中以僕人身份工作。因此對ブラッド唯命是從。希望保持距離的ビームス兄弟能夠和好。飼養着一隻叫亞歷山大（アレクサンダー）的刺蝟。ディノ為其新人時期之導師。
「英雄本質（Substance）」是能音速移動的「音速殺手 （ソニックキラー，Sonic Killer）」

#### 西區
位於New Million西部的娛樂街。「黃西街 （YELLOW WEST ISLAND）」
建有賭場，音樂劇院，遊樂園和俱樂部等娛樂設施，吸引年輕人蜂擁而至。
因暗巷等地治安欠佳，這裡建議遊客不要輕易進入此類場所。

雷奧納多．萊特．二世（Leonard Wright Jr.，聲優：村瀨步）
Rank：A 年齡：16 生日：5月5日 身高：165cm 體重：57kg 血型：B
興趣：電吉他 / 家庭構成：父母、哥哥 / 喜歡的食物：漢堡排 / 討厭的東西：牛奶
第13期「HELIOS」的新人英雄，有著一位擔任傳說的「HERO」的父親，自己也是從學院中跳級畢業的超級新人。作為「HERO」的意識和理想非常高，但由於性情急躁容易生氣，人際關係經常發生摩擦。暗中崇拜著同樣跳級的マリオン。一直受到比自己年長不少的哥哥的寵愛，並且在一起玩樂隊。雖然被周圍的人叫做「junior」，但「小不點」是禁句。
「英雄本質（Substance）」是能操縱雷電的「雷電旋渦 （サンダーボルテックス，Thunder Vortex）」

費斯．畢姆斯（Faith Beams，聲優：Lounsbery Arthur）
Rank：A / 年齡：19 / 生日：2月14日 / 身高：178cm / 體重：65kg / 血型：AB
興趣：逛夜店 / 家庭構成：父母、哥哥 / 喜歡的食物：巧克力 / 討厭的東西：麻煩的人
第13期「HELIOS」的新人英雄，ブラッド的弟弟，因憧憬哥哥而立志成為英雄，但因錯綜複雜的事使兩兄弟刻意保持距離。討厭麻煩事，工作也草草了事。興趣是做DJ，經常去夜店流連。因為太受歡迎且來者不拒，有數之不盡的女友，因此也經常牽涉進修羅場之中。
「英雄本質（Substance）」是能操縱聲音振動的「碎拍 （ブレイクビーツ，Break Beats）」

基斯・馬克斯（Keith Max，聲優：津田健次郎）
Rank：MAJOR HEro / 年齡：28 / 生日：11月10日 / 身高：186cm / 體重：73kg / 血型：B
興趣：台球 / 家庭構成：父親 / 喜歡的食物：啤酒 / 討厭的東西：囉嗦的人
第13期西區的導師，第10期畢業生。是個沒幹勁也提不起勁訓練後輩、自甘墮落的導師。擁有屈指可數的實力，但性格、生活態度亂七八糟，工作也草草了事，沒有菸酒就沒法生存，連在辦公時間也會抽菸喝酒，同期的ブラッド經常看不過眼批評他。堅信著四年前摯友ディノ並未殉職，一直秘密地尋找他。
「英雄本質（Substance）」是用念力移動物件的「隱秘之力 （インビジブル・フォース，Invisble Force）」

ZERO／迪諾．阿爾巴尼（ZERO / Dino.Albani，聲優：鈴村健一）
Rank：AAA / 年齡：28 / 生日：3月22日 / 身高：183cm / 體重：70kg / 血型：O
興趣：拋接球 / 家庭構成：祖父、祖母 / 喜歡的食物：披薩 / 討厭的東西：沒有聲音的空間
與ブラッド、キース自學院時期已認識，本應於四年前執行「LOST ZERO」事件中殉職的第10期畢業生英雄，實際是受「ECLIPSE」洗腦而自願投靠對方。故事中一直以蒙面姿態示人，於第4章結尾被摘下頭盔而露出真面目。於第5章結尾因洗腦完全解除而回歸「HELIOS」。
口頭禪是「Love&Peace」。喜歡吃披薩，曾為オスカー和アッシュ新人時期的導師。
「英雄本質（Substance）」可以變成狼人。「(WEREWOLF）」

#### 東區
- 位於New Million東部的活躍區域。「綠東街 （GREEN EAST VILLAGE）」

建有大型圓頂球場和體育場，盛行觀賽活動。
同時也是譬如Little Tokyo，Chinatown和Little Italy這些多民族聚居區的所在地，形成了多樣化的街區風格。

格雷．利維斯（Gray Reverse，聲優：岡本信彥）
Rank：A / 年齡：25 / 生日：6月6日 / 身高：182cm / 體重：66kg / 血型：O
興趣：和Buddy(寵物犬)散步 / 家庭構成：父親、弟弟、妹妹 / 喜歡的食物：杯子蛋糕 / 討厭的東西：暴力
第13期「HELIOS」的新人英雄。極度怕生，不擅長和別人接觸。選拔考試落選了兩次，這次終於通過了考試。和アッシュ是學院時代的同級生，並且受到了アッシュ的欺負。為了擺脫被稱為技術宅的過去立志成為「HERO」，但由於沒有自信總是坐立不安。能夠敞開心懷的對象只有寵物犬Buddy，暗中也期待著能和別人交朋友。超級擅長打遊戲。十分崇拜ヴィクター。
「英雄本質（Substance）」，能夠產生霧和讓其消失。「（MadnessMist)」

比利．懷茲（Billy Wise，聲優：中島良樹）
Rank：A / 年齡：19 / 生日：7月30日 / 身高：176cm / 體重：63kg / 血型：B
興趣：魔術 / 家庭構成：父親 / 喜歡的食物：糖果、口香糖 / 討厭的東西：空腹
第13期「HELIOS」的新人英雄。性格開朗。言行輕浮，說話很不客氣。心靈手巧，學院時代一直在學院內做跑腿兼職，和フェイス是bestie關係。成為「HERO」之後現在也在做跑腿維持生計，手上的情報很可靠。只要能賺錢什麼依賴都會接。口袋中時常備有糖果和口香糖，有給人取奇怪外號的癖好。
「英雄本質（Substance）」，能夠從手中放出電子線並操縱。「（CyberStrings)」

亞修．奧布萊特（Asch Albright，聲優：木村昴）
Rank：AAA / 年齡：25 / 生日：8月8日 / 身高：181cm / 體重：73kg / 血型：B
興趣：騎機車遠遊 / 家庭構成：父母、哥哥、姐姐 / 喜歡的食物：炸雞 / 討厭的東西：宅男
第13期東區的導師，第11期畢業生。大富豪的公子，由於在什麼都能得到滿足的環境中長大，性格蠻橫，總是當場立刻通過暴力讓他人屈服。無論何事，只要自己覺得好就是好的。成為「HERO」的時候因為出身名門受到了某些優待，本人與生俱來的能力值也很高。有著哪怕自己已經擁有足夠實力，卻總是要追求更強實力的矜持。在A學院時代一直欺負同級的グレイ并稱呼他為Geek。喜歡開派對但意外酒量極低，酒心巧克力便足以令他暈倒。ディノ是他和オスカー新人時期的導師。
「英雄本質（Substance）」，能夠自由操縱重力。「（Center of Gravity)」

杰．金德曼（Jay Kidman，聲優：森川智之）
Rank：MAJOR HEro / 年齡：37 / 生日：10月23日 / 身高：189cm / 體重：78kg / 血型：A
興趣：水族館 / 家庭構成：父母、（前妻、兒子）/  喜歡的食物：甜甜圈 / 討厭的東西：狗
第13期東區的導師，長年活躍的老手超級英雄。性格開朗正直，作為「HERO」，一直把守護市民與城市的和平作為最優先事項。無論是人氣還是實力都處於頂尖位置，即便如此還是想和後輩們建立不分上下級的平等關係。曾經離過一次婚並且有一個九歲的兒子，但由於兒子和前妻住在一起不太有機會能見面。曾擔任ブラッド和キース的導師。
「英雄本質（Substance）」，能夠發揮出超人的力量。「（LORD of Million)」

#### 北區
- 位於New Million北部的高級住宅區。「藍北街 （BLUE NORTH CITY）」

建有高級服飾店和高檔公寓，是名人和高管這類富人的居住處。
也有眾多美術館和博物館這樣的文化設施，假日也會有不少游客前來觀賞。

如月蓮（Ren Kisaragi，聲優：石谷春貴）
Rank：A 年齡：18 生日：12月4日 身高：175cm 體重：61kg 血型：A
興趣：讀書 家庭構成：無 喜歡的食物：蝦沙拉 討厭的東西：甜食
第13期「HELIOS」的新人英雄，個性冷酷且寡言，討厭人際交往。原本性格外向，但在遭到「ECLIPSE」襲擊喪失家人後變得冷酷和不愛說話，即使被鳳明一家收養仍封閉自我，因此與明的衝突愈加增多。後來因被編入學院中等部而住進宿舍，成績優異，是個令人期待的新星。超級喜歡貓咪
「英雄本質（Substance）」能夠操縱絕對零度的冰。「Absolute zero」

加斯特．阿德勒（Gast Adler，聲優：日野聰）
Rank：A 年齡：20 生日：8月27日 身高：183cm 體重：70kg 血型：O
興趣：飛鏢 家庭構成：父母、妹妹 喜歡的食物：鮭魚麵包圈三明治 討厭的東西：政治
第13期「HELIOS」的新人英雄，像哥哥一樣可靠，很會照顧人。軍人出身，有着不良少年的過去。從不良時期就很寵愛明。擅長察言觀色且製作氣氛，因而有很多朋友。積極向不愛說話的蓮搭話。雖受歡迎想交女朋友，但因事對女性心存恐懼。因帶壞明而被威爾討厭，但仍希望能與其成為好友。
「英雄本質（Substance）」能夠自由自在地操縱風。「Nighthawk」

維克多．華倫塔（Victor Valentine，聲優：諏訪部順一）
Rank：MAJOR HEro 年齡：31 生日：1月9日 身高：187cm 體重：69kg 血型：O
興趣：研究Substance 家庭構成：祖母 喜歡的食物：特濃咖啡 討厭的東西：學識淺薄的人
第13期北區的導師，擁有博士身份的「HEro」。作為研究者非常優秀，為了能親手回收貴重的【Substance】而立志當了「HEro」。充滿著智慧的好奇心，對刻苦鑽研抱有快感。舉止柔雅，一直面帶笑容，很紳士。但不擅長和哪怕只是稍微有點沒常識的人打交道。和ノヴァ博士是同級，彼此氣味相投。
「英雄本質（Substance）」能夠操縱粒子並產生各種化學反應。「Experiment」

馬里歐．布萊斯（Marion Blythe，聲優：小野賢章）
Rank：AA 年齡：19 生日：9月21日 身高：169cm 體重：54kg 血型：A
興趣：鋼琴 家庭構成：不明 喜歡的食物：薄煎餅 討厭的東西：打針
第13期北區的導師，以史無前例的速度出人頭地的史上最年輕導師，【HELIOS】的寵兒。性格理智，常常滿懷自信，對待不放在眼裡的人非常隨意。沒有父母，被作為養父的ノヴァ博士在研究所中撫養成人。和博士的關係不錯，總能敞開心扉。因為長相中性粉絲也很多。討厭ヴィクター
「英雄本質（Substance）」能夠將自己的血液變成鞭子形狀並自由操縱。「Bloody Rose」

#### 12期
- 於2023年2月1日公開，其中賽奇隸屬於南區，尼可、裘德和畢安琪隸屬於對Eclipse（日蝕）部隊。

賽奇·斯凱弗（Sage·Skyfall，聲優：小林裕介）
Rank：AA / 年齡：	22 / 生日：4月10日 / 身高：175cm / 體重：62kg / 血型：O
興趣：跑步 / 家庭構成：無 / 喜歡的食物：蘋果派 / 討厭的東西：恐怖片
『光與影的調停者』
【HELIOS】第12期的「HERO」。隸屬於南區。
並非在NEW MILLION（新百萬）出生，而是帶著憧憬來到這座城市。因為非常喜歡「HERO」，在進入【HELIOS】的現在也以粉絲般的心情看待「HERO」們。
性格通情達理招人喜歡，但是偶爾會有天然的一面。
和前導師羅賓在入所之前就認識，比誰都要仰慕他。
「英雄本質（Substance）」能驅使影子、自如地操控。「（MEPHISTO SHADOW)」
尼可（Nico，聲優：堀江瞬）
Rank：AA / 年齡：22 / 生日：5月16日 / 身高：168cm / 體重：56kg / 血型：B
興趣：吃東西 / 家庭構成：祖父母、父母、弟弟 / 喜歡的食物：歐姆蛋 / 討厭的東西：說很多話
『飢餓的斬擊者』
【HELIOS】第12期的「HERO」。隸屬於對Eclipse（日蝕）部隊。
沉默寡言，缺乏表情和反應，讓人難以理解他在想什麼。雖然經常被人誤解，但那只是我行我素罷了。
非常耗能，很快就會肚子餓。因為只對食物非常執著，所以被尼可分享食物=得到他信賴的證明。
因為某些原因和家人關係疏遠，自稱沒有姓氏。
「英雄本質（Substance）」能瞬間移動或傳送物質。「（CRACK DIMENSION)」
裘德·阿瑞斯（Jude·Ares，聲優：鈴木崚汰）
Rank：AA / 年齡：25 / 生日：6月23日 / 身高：188cm / 體重：80kg / 血型：AB
興趣：海上運動 / 家庭構成：父母 / 喜歡的食物：番茄 / 討厭的東西：傷害畢安琪的東西
『Die·For·You』
【HELIOS】第12期的「HERO」。隸屬於對Eclipse（日蝕）部隊。
外表善於交際容易得到他人的信賴，實際上對任何事物都不感興趣。
因為是天生感覺不到疼痛的體質，在慎重地養育下變得尋求刺激。成為「HERO」的動機也來源於此，比誰都喜歡戰鬥。
對畢安琪有著異常的執著，以畢安琪為最優先的方式而活。
「英雄本質（Substance）」能自我再生。「（NEVER·DIE)」
畢安琪·勞（Bianchi·Law，聲優：田丸篤志）
Rank：AA / 年齡：27 / 生日：7月18日 / 身高：182cm / 體重：67kg / 血型：A
興趣：香氛 / 家庭構成：母親、妹妹、弟弟 / 喜歡的食物：辛辣擔擔麵 / 討厭的東西：沒有美感的東西
『夢幻芬芳、蝴蝶（Butterfly）』
【HELIOS】第12期的「HERO」。隸屬於對Eclipse（日蝕）部隊。
和賽奇一樣從NEW MILLION（新百萬）以外的地方移居而來，以前的目標是成為設計師。
因為家庭的原因而成為了「HERO」，現在還兼任著設計部門的工作。
是相當自信的人，貫徹自己美學的類型。
很照顧賽奇和尼可，但是對於一直糾纏他的裘德態度冷淡。
「英雄本質（Substance）」能操縱致幻的香氣。「（TEMPT SAINT)」

### HELIOS 相關人員
諾瓦．森瑪菲特（Nova Summerfield，聲優：鈴木千尋）
職務：研究部部長 年齡：31 生日：6月9日 身高：179cm 體重：67kg 血型：AB
興趣：做點心 家庭構成：母親 喜歡的食物：蜂蜜土司 討厭的東西：洗澡
Substance工學的權威，オズワルド博士的獨生子。雖然繼承了父親的才能，但有點缺少干勁，性格外向，吊兒郎當。ジャック和ジャクリーン的製作者。除了研究什麼都不會，日常生活全都交給了ジャック照顧。收養並一直照顧著マリオン。和ヴィクター是同級的伙伴，研究遇到瓶頸會馬上向ヴィクター尋求幫助。

莉莉・麥昆（Lily McQueen，聲優：折笠愛）
職務：技術教官 年齡：33 生日：3月3日 身高：174cm 體重：57kg 血型：O
興趣：換著地方喝酒 家庭構成：丈夫、女兒 喜歡的食物：橄欖 討厭的東西：出軌
【HELIOS】的技術教官。原本是「HERO」，並且以歷代頂級實力為自豪，但後來以結婚為契機從「HERO」隱退，站上了指導的位置。是位不在乎性別只在乎實力的實力主義者。溺愛著女兒，和見異思遷的丈夫的吵架從來沒停過。通過謊稱為了發丈夫的牢騷和育兒諮詢，總是把キース和ジェイ拉去喝酒。
Jack02（聲優：折笠愛）
職務：運營輔助 生日：1月1日 身高：100cm 體重：100kg 血型：J
興趣：做飯、洗衣服、打掃衛生 家庭構成：很多 喜歡的食物：能量飲料 討厭的東西：不交出要洗的衣服
ノヴァ博士發明的AI機器人，JACK系列的雄性類型。輔助著【HELIOS】的整體運營。主要工作是支援ノヴァ博士以及向「HEro」傳達指示，同時也照料著「HERO」們的日常生活。儘管對待ノヴァ博士有許多嚴格的地方，但基本上是無微不至的賢妻良母性格。
Jacqueline（聲優：田中愛美）
職務：運營輔助 生日：2月2日 身高：40cm 體重：保密 血型：J
興趣：畫畫 家庭構成：很多 喜歡的食物：冰淇淋 討厭的東西：不把她當作淑女對待
ノヴァ博士發明的AI機器人，JACK系列的雌性類型。ノヴァ10歲左右的時候初次製作的JACK系列的原型，只具備有通信功能。儘管是機器人但感情很豐富。,性格天真爛漫愛搞惡作劇，是個製造麻煩的野丫頭。經常迷路。耳朵上的蝴蝶結是マリオン送的。

### ECLIPSE
Trinity
西利烏斯（シリウス，聲優：櫻井孝宏）
信（シン，聲優：興津和幸）
夏姆斯（シャムス，聲優：河本啓佑）

## 遊戲主題歌
片頭曲
第一部
「Rise Sunshine」
　歌：鳳明（CV: 豊永利行）、布萊德．比姆斯（CV: 羽多野渉），作詞：松井 洋平　作曲：田淵 智也　編曲：堀江 晶太
第二部
「Daybreak Horizon」
　歌：鳳明（CV: 豊永利行）、布萊德．比姆斯（CV: 羽多野渉），作詞：松井 洋平　作曲、編曲：堀江晶太
外傳
「FACTS ERROR」
　歌：賽奇·斯凱弗（CV: 小林裕介），作詞：真崎 エリカ　作曲、編曲：中村 未來
片尾曲
第一部
「LIVE THE MOMENT」 （第1章）
歌：South Sector（鳳明、威爾．斯普勞特、布萊德．比姆斯、奧斯卡．貝爾），作詞・作曲・編曲：Q-MHz
「Casual new adventure」 （第2章）
歌：West Sector（李奧納多．萊特．二世、費斯．比姆斯、基斯．馬克斯），作詞・作曲：Q-MHz　編曲：栁舘 周平
「Extreme game」 （第3章）
歌：East Sector（格雷．利維斯、比利．懷茲、亞修．奧布萊特、傑．金德曼），作詞・作曲・編曲：Q-MHz
「TIMELESS BEAT」 （第4章）
歌：North Sector（如月蓮、加斯特．阿德勒、維克多．華倫塔、馬里昂．布萊斯），作詞・作曲：Q-MHz　編曲：eba
「Come and back!」 （第5章）
歌：迪諾．阿爾巴尼，作詞・作曲・編曲：Q-MHz
「GROWING THINGS」 （第6章）
歌：迪諾．阿爾巴尼、費斯．比姆斯，作詞：結城アイラ，作曲、編曲：R·O·N
「Voices from the future」 （第7章）
歌：馬里昂．布萊斯，作詞、作曲：Q-MHz，編曲：Q-MHz、eba
「TRUE FRIEND」 （第8章）
歌：格雷．利維斯、比利．懷茲，作詞：結城アイラ，作曲、編曲：やしきん
「繋がるWinding Days」 （第9章）
歌：鳳明、威爾．斯普勞特、如月蓮，作曲：PON，編曲：ラックライフ
第二部
「Your Own Way」 （第1章）
歌：傑．金德曼、維克多．華倫塔，作詞：結城 アイラ　作曲・編曲：谷 ナオキ（HANO）、廣澤 優也（HANO）
「Heroism」 （第2章）
歌：亞修．奧布萊特，作詞：結城 アイラ　作曲・編曲：睦月 周平
「-START LINE-」 （第3章）
歌：West Sector（李奧納多．萊特．二世、費斯．比姆斯、基斯．馬克斯、迪諾．阿爾巴尼），作詞：結城 アイラ　作曲・編曲：R・O・N

## 官方衍生作品
カートゥーン★エリオス（CARTOON★HELIOS）
用兩格就能理解CARTOON★HELIOS
全33話。2019年11月20日開始在官網連載，於2020年12月22日暫停更新。
ラジオ マンデーナイトヒーロー（廣播劇 Monday Night Hero）
「憂鬱な月曜日をヒーローが応援するラジオ」
2019年10月28日起進行情報放送等的廣播節目，每月第2、4個週一的18：00 (GMT+8)配信。
主持人由費斯·比姆斯（CV：朗斯貝里·亞瑟）和比利·懷茲（CV：中島良樹）擔當。
其中第34回為特別版「HELIOS Rising Heroes マンデーナイトヒーロー ～BEAMS RADIO～」
　主題曲「メランコリックマンデーナイト」
　歌：費斯．比姆斯、比利．懷茲
　DJCD
　ラジオCD HELIOS Rising Heroes ラジオ マンデーナイトヒーロー 收錄第1-10回。
　來賓
　第6回:豊永利行（鳳アキラ役）
　第8回:佐藤拓也(オスカー・ベイル役)
　第10回:村瀬歩（レオナルド・ライト・Jr役）
　ラジオCD HELIOS Rising Heroes ラジオ マンデーナイトヒーローvol.2 收錄第11-20回，及主題曲「メランコリックマンデーナイト」
　來賓
　第13回:石谷春貴（如月レン 役）
　第17回:羽多野渉（ブラッド・ビームス 役)
　第19回:岡本信彦（グレイ・リヴァース 役）
　ラジオCD HELIOS Rising Heroes ラジオ マンデーナイトヒーローvol.3 收錄第21-40回
　來賓
　第25回：石谷春貴（如月レン 役）
　第26回：佐藤拓也（オスカー・ベイル 役）
　第31回：諏訪部順一（ヴィクター ヴァレンタイン 役）
　第33回：羽多野渉（ブラッド・ビームス 役）
　第34回：羽多野渉（ブラッド・ビームス 役）
　第40回：津田健次郎（キース・マックス 役）

## 外部連結
- HELIOS Rising Heroes 官方網詀（页面存档备份，存于）